# Siltite

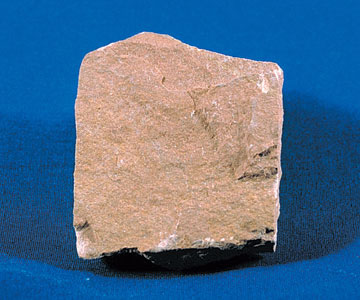
Siltite.

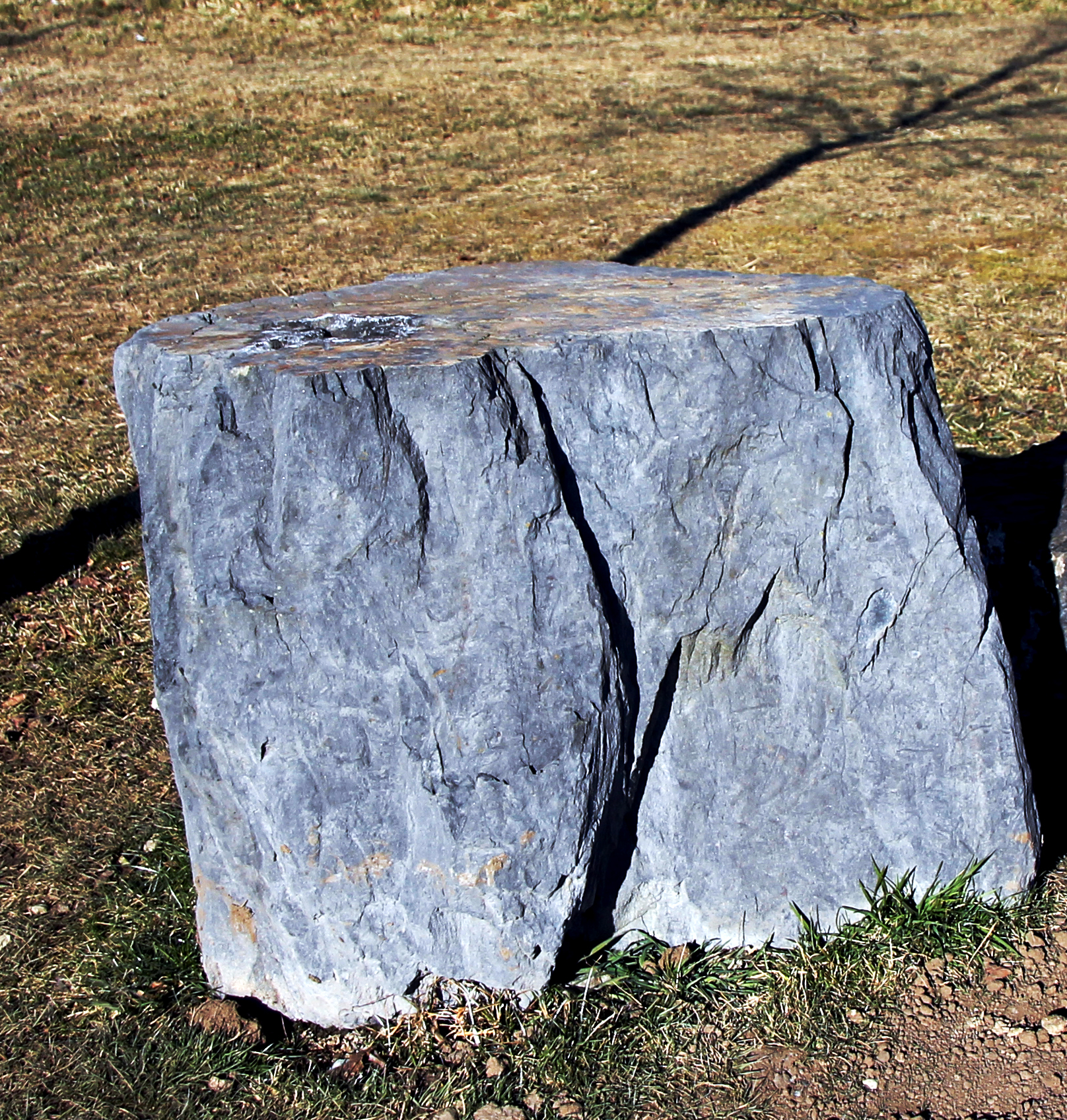
Siltite. Jardin géologique de Dolní Počernice, Prague (République tchèque).

La siltite, souvent désignée par son nom anglais de siltstone et parfois nommée aleurolite, est une roche sédimentaire dont la granulométrie, entre 1/256 et 1/16 mm, est intermédiaire entre celle du grès, la plus grossière, et celle des lutites (ou pélites), plus fine (les mudstones et les schistes ont une granulométrie encore plus fine).

## Composition
La siltite est composée à plus des 2/3 de silt (limon), dont les grains ont une taille entre 3,9 et 62,5 µm. Elle se différencie sensiblement du grès en raison des pores plus petits et d'une plus grande proportion d'argile.
La siltite, souvent confondue avec le schiste, manque de fissibilité (la fission est la séparation en couches minces) et de schistosité.

## Usages
La siltite est utilisée comme pierre de dallage et de pavage, pierre de construction pour foyer, façade de maison et mur de soutènement, pierre décorative et pierre de taille.